# Gips (ortopedi)

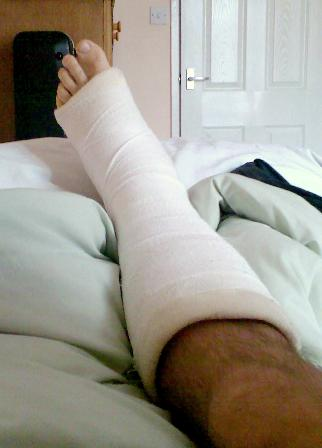
Ett gipsat ben.

Gipsning är inom ortopedin det vanligaste sättet att immobilisera frakturer som inte förflyttats ur sitt normala läge (luxerat). Gipset kan antingen läggas cirkulärt runt det skadade benet eller armen, eller läggas som en skena. I det akuta skedet efter en fraktur är risken stor att området svullnar. Därför är det vanligt att gipset förläggs som en skena, för att minska risken för cirkulatoriska problem (såsom kompartmentsyndrom).
Förutom kompartmentsyndrom är andra komplikationer av gips stela leder och muskelatrofi (muskelförtvining). Stela leder och muskelatrofi går inte att undvika helt och hållet.
Fingrar och tår gipsas sällan, eftersom det skulle försvåra upptäckt av tecken på bristande cirkulation eller rörlighet.
För att förhindra trycksår läggs en tunn bomullsstrumpa och ett tjockt lager av mjukt material mellan gipset och huden. Mellanlägget kallas för polstring.

## Material
Traditionellt kalkgips tillverkas av kalciumsulfat, men på senare tid har syntetiskt gips blivit vanligare. De moderna typerna av gips består ofta av plast eller glasfiber.
Kalkgips blöts innan det formas. Kalkgips är billigt och lättformat, men läggandet är söligt och härdandet tar lång tid (mellan 24 och 48 timmar). Härdat kalkgips blir mjukt vid kontakt med vatten, och avger god resonans vid knackning (om det är genomhärdat).
Syntetiskt gips väger mindre än kalkgips, går snabbare att lägga på, härdar snabbare (inom 30 min), sölar inte lika mycket vid påläggande och låter huden under gipset andas. Syntetiskt gips är dock dyrare och svårare att forma än kalkgips.